# Cappella dell'Annunciazione della Vergine Maria
La cappella dell'Annunciazione della Vergine Maria (in ceco Kaple Zvěstování Panny Marie), anche chiamata in modo più completo cappella dell'Annunciazione della Vergine Maria dei Sette Dolori o recentemente cappella di San Giovanni Battista, è il luogo di culto che si trova a nel parco del castello di Karlova Koruna a Chlumec nad Cidlinou, comune del Distretto di Jindřichův Hradec nella Boemia Meridionale, Repubblica Ceca. La cappella barocca appartiene alla diocesi di Hradec Králové, sede della Chiesa cattolica nella Repubblica Ceca suffraganea dell'arcidiocesi di Praga ed è stata edificata nel XVIII secolo.

## Storia

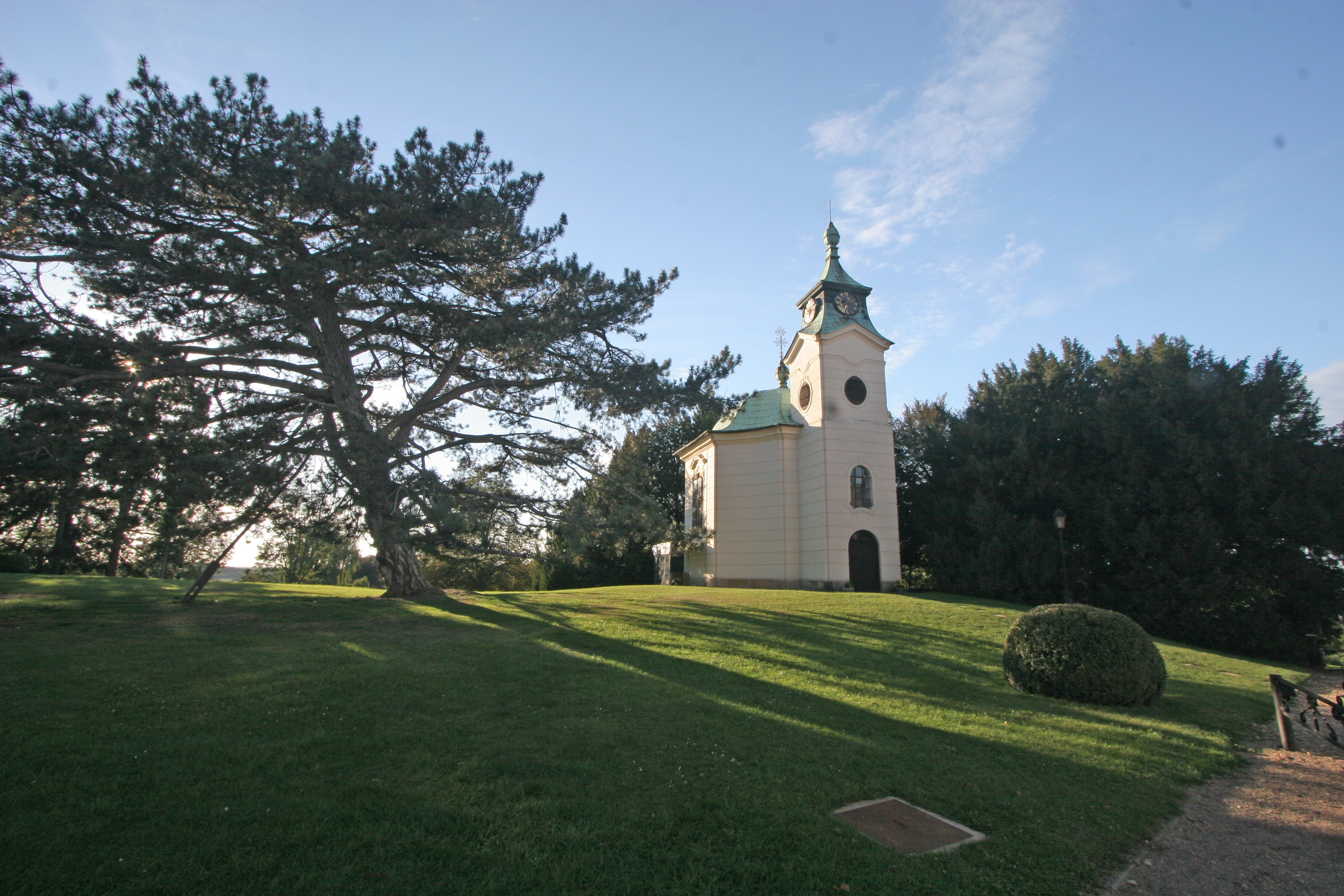
La cappella nel parco del castello di Karlova Koruna

La cappella fu costruita dopo il 1723 a nord del castello di Karlova Koruna e servì come tomba della famiglia Kinsky fino al 1935. La cappella, voluta dal conte Leopoldo Kinský venne ultimata dal figlio František Ferdinand. Questi avevano già fatto edificare il castello, e venne innalzata secondo il progetto di Jan Blažej Santini-Aichel ed ultimata da František Kaňka. La navata centrale fu ultimata tra il 1741 e il 1745. La torre campanaria, la sagrestia e l'oratorio furono edificati entro il 1765, anno in cui la cappella fu benedetta. Durante i lavori per la sua ricostruzione degli anni sessanta furono accidentalmente demoliti sia la sagrestia sia l'oratorio.

### Origine del nome
Al momento della sua costruzione la cappella non venne subito consacrata. In seguito si parlò della dedicazione alla Vergine Maria dei Sette Dolori o all'Annunciazione della Vergine Maria. Nell'agosto del 1999 la cappella è stata consacrata a San Giovanni Battista.

## Descrizione
La cappella si trova a nel parco del castello di Karlova Koruna a Chlumec nad Cidlinou, comune della Boemia Meridionale, Repubblica Ceca. Mostra orientamento verso ovest ed ha pianta quadrata. Di fronte alla facciata principale, posta a est, si alza la torre alla base della quale si trova il portale di accesso alla sala.

### Monumento culturale della Repubblica Ceca
La tutela dei monumenti della Repubblica Ceca considera la cappella dell'Annunciazione della Vergine Maria di Chlumec nad Cidlinou, come parte del castello di Karlova Koruna, un monumento culturale tutelato col numero di catalogo 31796/6-624.